# Giải vô địch bóng đá châu Âu 2012 (vòng loại bảng F)
Dưới đây là kết quả các trận đấu trong khuôn khổ bảng F - vòng loại giải vô địch bóng đá châu Âu 2012. 6 đội bóng châu Âu bao gồm Croatia, Israel, Malta, Latvia, Gruzia và Hy Lạp thi đấu trong hai năm 2010 và 2011, theo thể thức lượt đi-lượt về, vòng tròn tính điểm, lấy hai đội đầu bảng tham gia vòng chung kết.

## Bảng xếp hạng
| Đội     | St | T | H | B | Bt | Bb | Hs  | Điểm |
| ------- | -- | - | - | - | -- | -- | --- | ---- |
| Hy Lạp  | 10 | 7 | 3 | 0 | 14 | 5  | +9  | 24   |
| Croatia | 10 | 7 | 1 | 2 | 18 | 7  | +11 | 22   |
| Israel  | 10 | 5 | 1 | 4 | 13 | 11 | +2  | 16   |
| Latvia  | 10 | 3 | 2 | 5 | 9  | 12 | −3  | 11   |
| Gruzia  | 10 | 2 | 4 | 4 | 7  | 9  | −2  | 10   |
| Malta   | 10 | 0 | 1 | 9 | 4  | 21 | −17 | 1    |

## Kết quả và lịch thi đấu
Một cuộc họp đã diễn ra tại Athens, Hy Lạp ngày 7 tháng 3 năm 2010 để xác định lịch thi đấu của bảng F. Tuy nhiên cuộc họp này đã không đem lại kết quả cuối cùng nên lịch thi đấu sau cùng đã được quyết định bằng một cuộc bốc thăm ngẫu nhiên tại Tel Aviv, Israel ngày 25 tháng 3.
| Israel                      | 3–1      | Malta    |
| --------------------------- | -------- | -------- |
| Benayoun 7', 64' (pen), 75' | Chi tiết | Pace 38' |

| Latvia | 0–3      | Croatia                          |
| ------ | -------- | -------------------------------- |
|        | Chi tiết | Petrić 43' · Olić 51' · Srna 82' |

| Hy Lạp          | 1–1      | Gruzia      |
| --------------- | -------- | ----------- |
| Spiropoulos 72' | Chi tiết | Iashvili 3' |

| Gruzia | 0–0      | Israel |
| ------ | -------- | ------ |
|        | Chi tiết |        |

| Malta | 0–2      | Latvia                        |
| ----- | -------- | ----------------------------- |
|       | Chi tiết | Gorkšs 42' · Verpakovskis 84' |

| Croatia | 0–0      | Hy Lạp |
| ------- | -------- | ------ |
|         | Chi tiết |        |

| Gruzia        | 1–0      | Malta |
| ------------- | -------- | ----- |
| Siradze 90+1' | Chi tiết |       |

| Hy Lạp        | 1–0      | Latvia |
| ------------- | -------- | ------ |
| Torosidis 58' | Chi tiết |        |

| Israel       | 1–2      | Croatia                   |
| ------------ | -------- | ------------------------- |
| Shechter 81' | Chi tiết | Kranjčar 36' (ph.đ.), 41' |

| Latvia      | 1–1      | Gruzia      |
| ----------- | -------- | ----------- |
| Cauņa 90+1' | Chi tiết | Siradze 74' |

| Hy Lạp                                  | 2–1      | Israel                 |
| --------------------------------------- | -------- | ---------------------- |
| Salpigidis 22' · Karagounis 63' (ph.đ.) | Chi tiết | Spiropoulos 59' (l.n.) |

| Croatia                         | 3–0      | Malta |
| ------------------------------- | -------- | ----- |
| Kranjčar 19', 42' · Kalinić 81' | Chi tiết |       |

| Gruzia          | 1–0      | Croatia |
| --------------- | -------- | ------- |
| Kobiashvili 90' | Chi tiết |         |

| Israel                | 2–1      | Latvia     |
| --------------------- | -------- | ---------- |
| Barda 16' · Kayal 81' | Chi tiết | Gorkšs 62' |

| Malta | 0–1      | Hy Lạp          |
| ----- | -------- | --------------- |
|       | Chi tiết | Torosidis 90+4' |

| Israel              | 1–0      | Gruzia |
| ------------------- | -------- | ------ |
| Tal Ben Haim II 59' | Chi tiết |        |

| Croatia                     | 2–1      | Gruzia      |
| --------------------------- | -------- | ----------- |
| Mandžukić 76' · Kalinić 78' | Chi tiết | Kankava 17' |

| Latvia            | 1–2      | Israel                                    |
| ----------------- | -------- | ----------------------------------------- |
| Cauņa 62' (ph.đ.) | Chi tiết | Benayoun 19' · Tal Ben Haim I 43' (ph.đ.) |

| Hy Lạp                                 | 3–1      | Malta      |
| -------------------------------------- | -------- | ---------- |
| Fetfatzidis 8', 64' · Papadopoulos 26' | Chi tiết | Mifsud 54' |

| Israel | 0–1      | Hy Lạp    |
| ------ | -------- | --------- |
|        | Chi tiết | Ninis 60' |

| Gruzia | 0–1      | Latvia    |
| ------ | -------- | --------- |
|        | Chi tiết | Cauņa 63' |

| Malta      | 1–3      | Croatia                                 |
| ---------- | -------- | --------------------------------------- |
| Mifsud 38' | Chi tiết | Vukojević 11' · Badelj 32' · Lovren 68' |

| Croatia                       | 3–1      | Israel    |
| ----------------------------- | -------- | --------- |
| Modrić 47' · Eduardo 55', 57' | Chi tiết | Hemed 44' |

| Malta      | 1–1      | Gruzia      |
| ---------- | -------- | ----------- |
| Mifsud 25' | Chi tiết | Kankava 15' |

| Latvia    | 1–1      | Hy Lạp              |
| --------- | -------- | ------------------- |
| Cauņa 19' | Chi tiết | K. Papadopoulos 84' |

| Latvia                      | 2–0      | Malta |
| --------------------------- | -------- | ----- |
| Višņakovs 33' · Rudņevs 83' | Chi tiết |       |

| Hy Lạp                  | 2–0      | Croatia |
| ----------------------- | -------- | ------- |
| Samaras 71' · Gekas 79' | Chi tiết |         |

| Gruzia         | 1–2      | Hy Lạp                       |
| -------------- | -------- | ---------------------------- |
| Targamadze 19' | Chi tiết | Fotakis 79' · Charisteas 85' |

| Malta | 0–2      | Israel                       |
| ----- | -------- | ---------------------------- |
|       | Chi tiết | Refaelov 11' · Gershon 90+3' |

| Croatia                     | 2–0      | Latvia |
| --------------------------- | -------- | ------ |
| Eduardo 66' · Mandžukić 72' | Chi tiết |        |

## Danh sách cầu thủ ghi bàn
4 bàn
| - Niko Kranjčar | - Yossi Benayoun | - Aleksandrs Cauņa |

3 bàn
| - Eduardo da Silva | - Michael Mifsud |  |

2 bàn
| - Nikola Kalinić - Mario Mandžukić - Jaba Kankava | - David Siradze - Ioannis Fetfatzidis - Kyriakos Papadopoulos | - Vasilis Torosidis - Kaspars Gorkšs |

1 bàn
| - Milan Badelj - Dejan Lovren - Luka Modrić - Ivica Olić - Mladen Petrić - Darijo Srna - Ognjen Vukojević - Alexander Iashvili - Levan Kobiashvili - David Targamadze | - Angelos Charisteas - Georgios Fotakis - Theofanis Gekas - Georgios Karagounis - Sotiris Ninis - Dimitris Salpingidis - Georgios Samaras - Nikos Spyropoulos - Elyaniv Barda - Tal Ben Haim I | - Tal Ben Haim II - Tomer Hemed - Rami Gershon - Itay Shechter - Biram Kayal - Lior Refaelov - Artjoms Rudņevs - Māris Verpakovskis - Aleksejs Višņakovs - Jamie Pace |

Phản lưới nhà
- Nikos Spiropoulos (trong trận gặp Israel)